# Франьето-Монфорте
Франьето-Монфорте (итал. Fragneto Monforte) — коммуна в Италии, располагается в регионе Кампания, подчиняется административному центру Беневенто.
Население составляет 1960 человек, плотность населения составляет 82 чел./км². Занимает площадь 24,41 км². Почтовый индекс — 82020. Телефонный код — 0824.
Покровителем населённого пункта считается святитель Николай, Мирликийский Чудотворец. Праздник ежегодно празднуется 6 декабря. 
С 1987 года Франьето-Монфорте является международным центром, где встречаются поклонники воздухоплавания на шарах со всего мира.